# John J. Wynne
John Joseph Wynne (1859–1948) foi um padre jesuíta americano. Escritor e editor prolífico, tornou-se um líder na vida intelectual católica no início do século XX. Ele desempenhou um papel importante no início da America, da revista semanal jesuíta e da Enciclopédia Católica. Wynne foi um historiador, comentarista, editor e educador que trabalhou para promover os estudos católicos e o envolvimento intelectual com questões contemporâneas. 

## Carreira
Ele foi educado no St. Francis Xavier College (BA 1876), depois se juntou aos Jesuítas e estudou para o sacerdócio no Woodstock College (1879-1882). Ele ensinou história em vários colégios jesuítas, incluindo o St. Francis Xavier College (1879-1882) e o Boston College (1886-1887). Ordenado em 1890, ingressou na equipe do The Messenger e dedicou sua carreira à edição. Em 1903 organizou a Enciclopédia Católica e foi seu editor-chefe. Foi o primeiro editor da revista semanal jesuíta America, em 1909–1910. Ele fundou a American Catholic Historical Association e serviu como seu primeiro presidente.  Ele foi coeditor da The Catholic Encyclopedia: An International Work of Reference on the Constitution, Doctrine, Discipline, and History of the Catholic Church (Vol 1-15 and Index. New York: Robert Appleton Company, 1907–1914), e de dois suplementos. Ele foi coeditor de várias obras de referência de grande porte na década de 1920.
Wynne foi um defensor da "inculturação", a ideia de que o catolicismo deveria se adaptar e se envolver com a cultura e a sociedade americanas. Ele acreditava que os católicos americanos deveriam ser participantes ativos na vida social e política do país e trabalhou para promover uma ética social católica que enfatizasse a justiça social e o bem comum. 
Wynne foi uma figura chave na resposta católica à crise modernista, uma controvérsia teológica que abalou a Igreja no início do século XX. Ele defendeu o ensino católico tradicional contra os desafios modernistas, mas também procurou encontrar um meio-termo entre os extremos do tradicionalismo e do modernismo. 